# 龍騰断橋
龍騰断橋（りゅうとうだんきょう、繁体字中国語: 龍騰斷橋）は、台湾苗栗県三義郷龍騰村にある鉄道橋の遺構である。古くは魚藤坪断橋（ぎょとうへいだんきょう）と呼ばれた。
1908年に台湾総督府鉄道が縦貫線（後の台中線）を全線開通させた時に作られたレンガ製のアーチ橋であった。1935年の新竹・台中地震で破損、断橋となり、1999年の921大地震によって更に一部が崩壊した。三義郷の観光名所の一つである。中央の鉄橋部分については、渡河する影山渓（支流）の別称および数キロ南側にある内社川鉄橋に対しての呼称として『内社川第二鉄橋』とも。
縦貫線は西側に新しい鉄橋（魚藤坪鉄橋）を架けて1938年に復旧した。1998年に台中線の複線化工事により三義 - 后里間が新線に切り替わり廃止された。この区間は旧山線と呼ばれ観光用鉄道として2010年6月5日に復活再開した。

## 名称
劇物ロテノンを天然に含むデリス属の植物は高砂族によって魚藤と呼ばれていた。
原住民による開墾時に沼の主鯉による害を治めるために魚藤の毒で退治を試みた。山地で多用されていた地名としての『坪』を語尾につけてこの一帯は魚藤坪と呼ばれるようになった。
戦後に村を設立した際に『龍騰』へと改められた。

## 構造
旧山線167信号場（廃止）南側に位置する。
1907年に当時の金額で総額122,514円を投じて建設された(p280)。全体で北から南に向かって下り勾配となっている。
橋脚8本と桁5本で構成され全長は544.0フィート（164.8メートル）(p280)。
中央部は桁長62.4メートルのアメリカン・ブリッジ社製鋼材を用いた上路式ボルチモアトラス橋を挟んでガーダー橋、南北両端は煉瓦橋の組み合わせだった
トラス部分はセオドア・クーパー（Theodore Cooper）、チャールズ・シュナイダー（Charles Schneider）による設計。
煉瓦アーチ橋の橋脚は北部が4本、南部が2本で構成され、北側のアーチ橋は緩いカーブになっていた(pp196-197)。側の橋脚と橋台は長年の放置で樹木の根や蔓が絡みついている(p79)
| ← 三義（北岸） （南岸）泰安 →                                         |              |              |              |              |              |              |              |              |      |           |      |          |              |              |              |            |              |              |              |              |              |              |              |
| 橋台                                                                  | 煉瓦アーチ橋 | 煉瓦アーチ橋 | 煉瓦アーチ橋 | 煉瓦アーチ橋 | 煉瓦アーチ橋 | 煉瓦アーチ橋 | 煉瓦アーチ橋 | 煉瓦アーチ橋 | 桁橋 | 桁橋      | 桁橋 | トラス橋 | トラス橋     | トラス橋     | 桁橋         | 桁橋       | 桁橋         | 煉瓦アーチ橋 | 煉瓦アーチ橋 | 煉瓦アーチ橋 | 煉瓦アーチ橋 | 煉瓦アーチ橋 | 橋台         |
| 橋台                                                                  | 33.0 (ft)    | 一           | 36.0 (ft)    | 二           | 36.0 (ft)    | 三           | 36.0 (ft)    | 四           | 四   | 63.9 (ft) | 五   | 五       | 204.9 (ft)   | 六           | 六           | 65.55 (ft) | 七           | 七           | 36.0 (ft)    | 八           | 八           | 33.0 (ft)    | 橋台         |
| 状態                                                                  | 現存         | 現存         | 現存         | 現存         | 現存         | 現存         | 現存         | 現存         | 現存 | 現存      | 現存 | 現存     | 崩落（現存） | 崩落（現存） | 崩落（現存） | 道路       | 崩落（現存） | 崩落（現存） | 崩落（現存） | 崩落（現存） | 崩落（現存） | 崩落（現存） | 崩落（現存） |
| 表中の漢数字は橋脚の番号を、アラビア数字はスパン長(pp196-197)を表す。 |              |              |              |              |              |              |              |              |      |           |      |          |              |              |              |            |              |              |              |              |              |              |              |

| 南側煉瓦橋脚位置 | 南岸第7-8橋脚 |
|                  |               |

## 沿革
(p67-69)
この区間に限らないが、縦貫線は資材を全て日本から搬入したため、打狗港に近い南部と、基隆港に近く、清朝の軌道インフラを流用できた北部は比較的早く開通した。最も難易度が高かったのは現在の旧山線を含む苗栗と豊原の間だった。工事は総督府臨時台湾鉄道敷設部工務課三叉河出張所（所長：稲垣兵太郎）が担当した。三叉河（現・三義駅）と葫蘆墩（現・豊原駅）間に軍事速成線として軽便鉄道と資材運搬線が先に建設されることになり、それらを用いて日本から持ち込まれた資材が搬入された。
軽便鉄道は9kgレール、軌間495mmの複線で(p275)、内社川と大安渓北岸までの支線があった(p276)。

### 戦前
- 1904年（光緒30/明治37年）
  - 5月17日 - 三叉河からの大安渓北岸・内社川までの運搬線完工[4](p283)。
  - 10月 - 当鉄橋起工[4](p280)。
- 1905年（光緒31/明治38年）5月15日 - 三叉河以南の軽便鉄道と後里庄以南の縦貫線営業開始[4](p284)。
- 1906年（光緒32/明治39年）4月30日 - 着工[4](p280)。
- 1907年（光緒33/明治40年）6月1日 - 竣工[4](p280)。
- 1908年（光緒34/明治41年）4月20日 - 縦貫線全通。軽便鉄道撤去[4](p276)。
- 1935年（昭和10年）
  - 4月21日 - 新竹・台中地震で全線が被害。当鉄橋も橋脚が損傷[4](p300)。
  - 7月17日 - 余震で南岸第7橋脚の崩落による両側の桁落下は深刻だった[10](pp80-81)。
- 1938年（昭和13年）7月15日 - 当鉄橋の西側に魚藤坪鉄橋を新設し、山線全線復旧[4](p300)。

|                                 |                        |
| 震災時全景（左側が北岸）        | 亀裂が生じた北岸煉瓦橋 |
|                                 |                        |
| 第7橋脚崩落で宙に浮いた南岸桁橋 |                        |

### 廃止後
- 1999年9月21日 - 921大地震により残されていた煉瓦橋（北岸第4橋脚）のアーチが崩落[10](p81)。
- 2000年 - 内政部が震災紀念物に指定[11](p104)。
- 2001年 - 土木学界により台湾十大土木史蹟に選定[12]。
- 2003年11月25日 - 県定古蹟に登録[2]。
- 2010年～2011年 - 断橋前に臨時駅の龍騰駅が設置される。
- 2019年7月1日 - 龍騰駅が旧山線レールバイクの発着地として営業を再開[13]。